# Deutsche Poolbillard-Meisterschaft 2007 (Ladies)
Die Deutsche Poolbillard-Meisterschaft 2007 war die siebte Austragung zur Ermittlung der nationalen Meistertitel der Ladies (Ü-40-Seniorinnen) in der Billardvariante Poolbillard. Sie wurde im Rahmen der Deutschen Billard-Meisterschaft in der Wandelhalle in Bad Wildungen ausgetragen.
Es wurden die Deutschen Meisterinnen in den Disziplinen 14/1 endlos, 8-Ball, 9-Ball und 8-Ball-Pokal ermittelt.

## Medaillengewinner
| Disziplin    | Gold                               | Silber                         | Bronze                                  | Bronze                                    |
| ------------ | ---------------------------------- | ------------------------------ | --------------------------------------- | ----------------------------------------- |
| 14/1 endlos  | Birgit Reimann (Bremen 1860)       | Klara Lensing (PBC Kelze Ente) | Angelika Weber (1. PBC Rot-Gelb Aachen) | Martina Bund (PSG Köln)                   |
| 8-Ball       | Sylvia Buschhüter (BSC Ingolstadt) | Birgit Reimann (Bremen 1860)   | Brigitte Ganze (BC Schwarze 8 Berlin)   | Silvia Althaus (1. PBC Karben)            |
| 9-Ball       | Sylvia Buschhüter (BSC Ingolstadt) | Birgit Reimann (Bremen 1860)   | Petra Sannwald (PB Feuerbach)           | Petra Hoffmann (PBC Gelbe Eins Wuppertal) |
| 8-Ball-Pokal | Sylvia Buschhüter (BSC Ingolstadt) | Karin Bogs (BF Duisburg)       | Illa Weberstetter (BSC Ingolstadt)      | Klara Lensing (PBC Kelze Ente)            |

## Wettbewerbe

### 14/1 endlos
| Platz | Spieler                | Verein                    |
| ----- | ---------------------- | ------------------------- |
| 1     | Birgit Reimann         | Bremen 1860               |
| 2     | Klara Lensing          | PBC Kelze Ente            |
| 3     | Martina Bund           | PSG Köln                  |
| 3     | Angelika Weber         | 1. PBC Rot-Gelb Aachen    |
| 5     | Illa Weberstetter      | BSC Ingolstadt            |
| 5     | Petra Sannwald         | PB Feuerbach              |
| 5     | Brigitte Ganze         | BC Schwarze Acht Berlin   |
| 5     | Sylvia Buschhüter      | BSC Ingolstadt            |
| 9     | Sabine Kircheisen      | BC Schwarze Acht Berlin   |
| 9     | Silvia Althaus         | PBC Karben                |
| 9     | Karin Bogs             | BF Duisburg               |
| 9     | Silvia Rotenberg       | PBF Karambolage Alzey     |
| 13    | Claudia Martens-Manske | BU Mönchengladbach/Kempen |
| 13    | Sabine Neutzler        | BV Pool 2000              |
| 13    | Inge Giesen            | PBC Jägersburg            |
| 13    | Ursula Stüven          | BC Mölln                  |

### 8-Ball
| Platz | Spieler           | Verein                  |
| ----- | ----------------- | ----------------------- |
| 1     | Sylvia Buschhüter | BSC Ingolstadt          |
| 2     | Birgit Reimann    | Bremen 1860             |
| 3     | Brigitte Ganze    | BC Schwarze Acht Berlin |
| 3     | Silvia Althaus    | PBC Karben              |
| 5     | Klara Lensing     | PBC Kelze Ente          |
| 5     | Silvia Rotenberg  | PBF Karambolage Alzey   |
| 5     | Viola Wagner      | BC Edenkoben            |
| 5     | Karin Bogs        | BF Duisburg             |
| 9     | Angelika Weber    | 1. PBC Rot-Gelb Aachen  |
| 9     | Illa Weberstetter | BSC Ingolstadt          |
| 9     | Sabine Neutzler   | BV Pool 2000            |
| 9     | Petra Sannwald    | PB Feuerbach            |
| 13    | Sabrina Hoyer     | PBC Kreuzberg           |
| 13    | Inge Giesen       | PBC Jägersburg          |
| 13    | Ursula Stüven     | BC Mölln                |
| 13    | Martina Bund      | PSG Köln                |

### 9-Ball
| Platz | Spieler                | Verein                    |
| ----- | ---------------------- | ------------------------- |
| 1     | Sylvia Buschhüter      | BSC Ingolstadt            |
| 2     | Klara Lensing          | PBC Kelze Ente            |
| 3     | Petra Sannwald         | PB Feuerbach              |
| 3     | Petra Hoffmann         | PBC Gelbe Eins            |
| 5     | Illa Weberstetter      | BSC Ingolstadt            |
| 5     | Gabriele Berg          | SC Dingolfing             |
| 5     | Sabine Neutzler        | PV Pool 2000              |
| 5     | Birgit Reimann         | Bremen 1860               |
| 9     | Ursula Stüven          | BC Mölln                  |
| 9     | Silvia Althaus         | PBC Karben                |
| 9     | Brigitte Ganze         | BC Schwarze Acht Berlin   |
| 9     | Claudia Martens-Manske | BU Mönchengladbach/Kempen |
| 13    | Silvia Rotenberg       | PBF Karambolage Alzey     |
| 13    | Inge Giesen            | PBC Jägersburg            |
| 13    | Ursula Jansen          | 1. PBC Joker Geldern      |
| 13    | Karin Bogs             | BF Duisburg               |